# 다니엘레 바셀리
다니엘레 바셀리(이탈리아어: Daniele Baselli, 1992년 3월 12일 ~ )는 세리에 B의 클럽 코모에서 뛰는 이탈리아의 축구 선수이다.

## 클럽 경력

### 초기
바셀리는 브레시아에서 태어났고 8살이던 2000년에 아탈란타 유소년팀에 입단했다. 2010–11 시즌에 아탈란타의 프리마베라으로 월반하여, 22경기에 출전하고 5골을 기록했다. 또한 세리에 B와 코파 이탈리아에서 1군팀 벤치에 앉기도 했다.

### 치타델라
2011년 7월 13일에 그는 명목상 금액 500 유로에 공동 소유 계약으로 세리에 B 클럽 치타델라에 매각되었으며, 그곳에서 그는 피오렌티나에게 1-2로 진 코파 이탈리아 경기에서 데뷔를 했다. 그는 알비노레페에게 홈경기에서 2-1로 이기고 있던 8월 27일에 리그 데뷔전을 치렀다. 그는 2011-12 시즌에 선발 출전 10경기를 포함해 13경기에 출전했다.
양 측 팀에서 공동 소유 계약을 갱신하고나서, 그는 다음 시즌을 베네토에서 잔류했고, 리그 37 경기 출전과 코파 이탈리아에서 두 경기를 출전했고, 아스콜리를 홈에서 이긴 2013년 5월 18일에는 프로 데뷔 골을 넣기도 했다.

### 아탈란타 복귀
치타델라가 50,000 유로 이하에 제시하고, 베르가모 측이 803,500 유로에 바셀리의 소유권 절반을 구입한 후, 2013년 6월 20일에 그는 아탈란타로 복귀했다. 그는 아탈란타와 4년 계약을 맺었고, 8월 18일에 데뷔를 했는데, 바리를 상대로 3-0으로 이긴 홈 경기에서 17분을 뛰며 주세페 데 루카의 마지막 득점을 어시스트했다.
9월 1일에 바셀리는 토리노를 홈에서 2-0으로 이긴 경기에서 두 번째 교체 선수로 출장하며, 세리에 A 데뷔를 했고,13일 뒤인 나폴리에게 0-2로 진 경기에서 첫 선발 출전을 했다. 팔레르모에게 1-0로 이긴 2015년 5월 10일에서 세리에 A 데뷔골을 넣었다.

### 토리노
2015년 7월 10일에 그는 같은 기간 피에몬테에서 다비데 차파코스타가 팔리면서 동시에 103만 유로에 토리노로 이적되었다. 바셀리는 페스카라와의 코파 이탈리아 경기인 8월 17일에 토리노 데뷔전을 치뤘고, 4-1 승리 중에 토리노의 첫 골을 기록했다. 8월 23일에 그는 2-1로 승리한 프로시노네 원정 경기에서 토리노 소속으로 첫 세리에 A 득점을 했다. 그는 2014-15 시즌을 35경기 출전, 4골을 넣었다.
2016년 8월 20일, 그는 스타디오 주세페 메아차에서 밀란에게 3-2로 진 경기에서 2015-16 시즌 첫 골을 넣었다. 해당 시즌을 37경기 출전, 6골로 마감했다. 2017년 7월 12일, 그는 2022년까지 토리노와의 계약을 연장했다.

## 국가대표팀 경력
2009년에 그는 이탈리아 18세 이하 대표팀으로 두 번의 친선전에 출전했다. 2009년 9월 24일, 그는 터키를 3-0로 이긴 경기에서 19세 이하 대표팀 데뷔를 했다.
2012년 11월 13일에 그는 스페인을 1-0으로 이긴 친선전에서 21세 이하 대표팀을 데뷔했다. 그는 이후인 2월 6일에 독일을 상대로 하는 친선전에서 대표팀 감독인 데비스 마니가에 의해 선발되었으나, 출전하지는 못 했다. 2013년 8월 14일 슬로바키아를 4-1로 이긴 친선전에서 선발 출전을 했다. 2013년 9월 5일에 그는 2015년 UEFA U-21 축구 선수권 대회 지역 예선 경기이던 벨기에와의 경기에서 루이지 디 비아조 감독하에서 선발 출전했다.
2014년 3월 10일에서 12일 간 그는 2014년 FIFA 월드컵을 앞두고 젊은 선수들을 평가하려는 일종으로 체사레 프란델리에 의해 성인 대표팀에소집 되었고, 4월 14-15일 사이에 다음 미팅을 받아들였다. 그는 체코에서 열린 2015년 UEFA U-21 축구 선수권 대회에 참가했다.
바셀리는 2017년 5월 31일에 열린 산마리노를 8-0으로 완파한 비공식 친선전에서 첫 성인대표팀 출전을 했다. 그는 선발 출전했고 자신과 마찬가지 데뷔전을 치루는 동료인 로렌초 펠레그리니와 교체되기까지 45분을 뛰었다.
2018년 5월 19일에 바셀리는 로베르토 만치니 대표팀 감독에 의해서 사우디아라비아, 프랑스, 네덜란드 축구 국가대표팀과 친선 경기에 이탈리아 성인 대표팀에 소집되었다. 그는 6월 4일 토리노에서 열린 네덜란드와의 1-1 무승부인 친선전에서 이탈리아 대표팀 공식 데뷔전을 치뤘고, 조르지뉴의 교체 선수로 출전했다.

## 플레이 스타일
바셀리의 에이전트 주세페 리소에 의하면: "바셀리의 위치는 수비진 위쪽이 아닌 중앙 미드필더이다. 시간이 지나면서 그는 메토디스타를 소화할 수 있게 되었고 현재 그의 움직임은 상대방 진영으로 들어갈 때 꽤나 위험적이다. 그는 '박스 투 박스 미드필더'이다"라고 한다. 우아하고, 기술적으로 재능있는 완성형 미드필더인 바셀리는 깔끔한 태클을 구사하고 양발로 패스에도 능하며, 이런 능력으로 그는 공을 소유, 득점 및 동료들에게 기회를 만들어줄 수 있다.

## 선수 생활 통계

### 클럽
2019년 6월 5일 기준.
| 소속팀    | 시즌      | 리그 | 리그 | 컵대회 | 컵대회 | 유럽 대항전 | 유럽 대항전 | 그외 | 그외 | 종합 | 종합 |
| 소속팀    | 시즌      | 출전 | 득점 | 출전   | 득점   | 출전        | 득점        | 출전 | 득점 | 출전 | 득점 |
| --------- | --------- | ---- | ---- | ------ | ------ | ----------- | ----------- | ---- | ---- | ---- | ---- |
| 치타델라  | 2011–12   | 13   | 0    | 1      | 0      | —           | —           | —    | —    | 14   | 0    |
| 치타델라  | 2012–13   | 37   | 1    | 2      | 0      | —           | —           | —    | —    | 39   | 1    |
| 치타델라  | 합계      | 50   | 1    | 3      | 0      | —           | —           | —    | —    | 53   | 1    |
| 아탈란타  | 2013–14   | 28   | 0    | 3      | 0      | —           | —           | —    | —    | 31   | 0    |
| 아탈란타  | 2014–15   | 22   | 2    | 2      | 0      | —           | —           | —    | —    | 24   | 2    |
| 아탈란타  | 합계      | 50   | 2    | 5      | 0      | —           | —           | —    | —    | 55   | 2    |
| 토리노    | 2015-16   | 35   | 4    | 3      | 1      | —           | —           | —    | —    | 38   | 5    |
| 토리노    | 2016–17   | 37   | 6    | 2      | 0      | —           | —           | —    | —    | 39   | 6    |
| 토리노    | 2017–18   | 32   | 4    | 2      | 0      | —           | —           | —    | —    | 34   | 4    |
| 토리노    | 2018–19   | 34   | 4    | 3      | 1      | —           | —           | —    | —    | 29   | 5    |
| 토리노    | 합계      | 138  | 18   | 10     | 2      | —           | —           | —    | —    | 148  | 20   |
| 경력 종합 | 경력 종합 | 238  | 21   | 18     | 2      | —           | —           | —    | —    | 256  | 23   |

### 국가대표팀
2018년 6월 4일
| 국가대표팀 | 연도 | 출전 | 득점 |
| ---------- | ---- | ---- | ---- |
| 이탈리아   |      |      |      |
| 2018       | 1    | 0    |      |
| 합계       | 합계 | 1    | 0    |

## 수상 경력

### 클럽
아탈란타
- 토르네로 치타 디 아르코 (2): 2008, 2009
- 캄피오나토 베레티: 2008–09